# Hans Olde

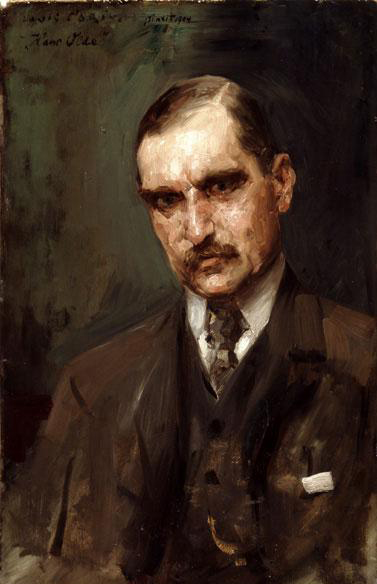
Lovis Corinth: Porträt des Malers Hans Olde, 1904

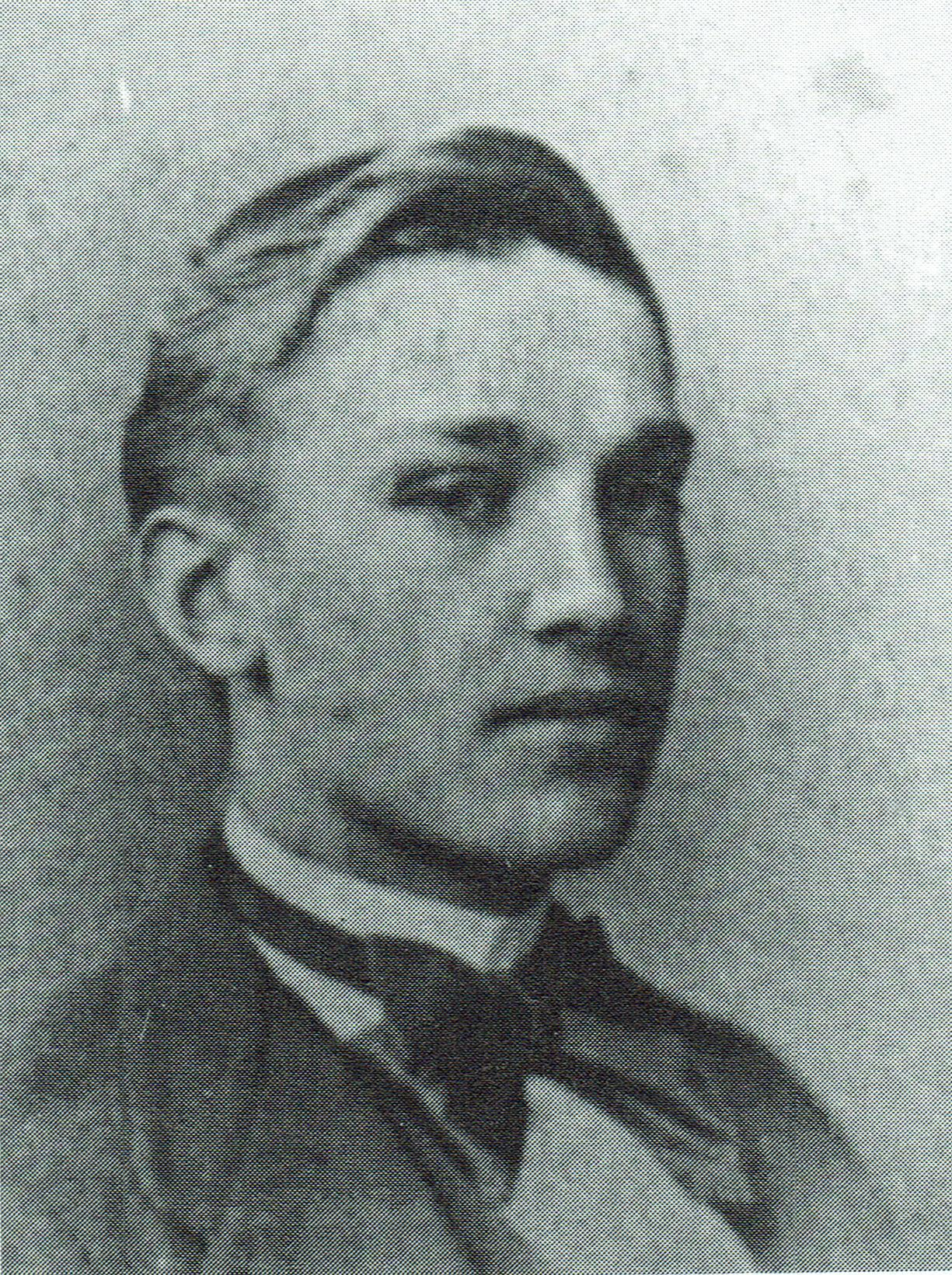
Hans Olde mit 17 Jahren

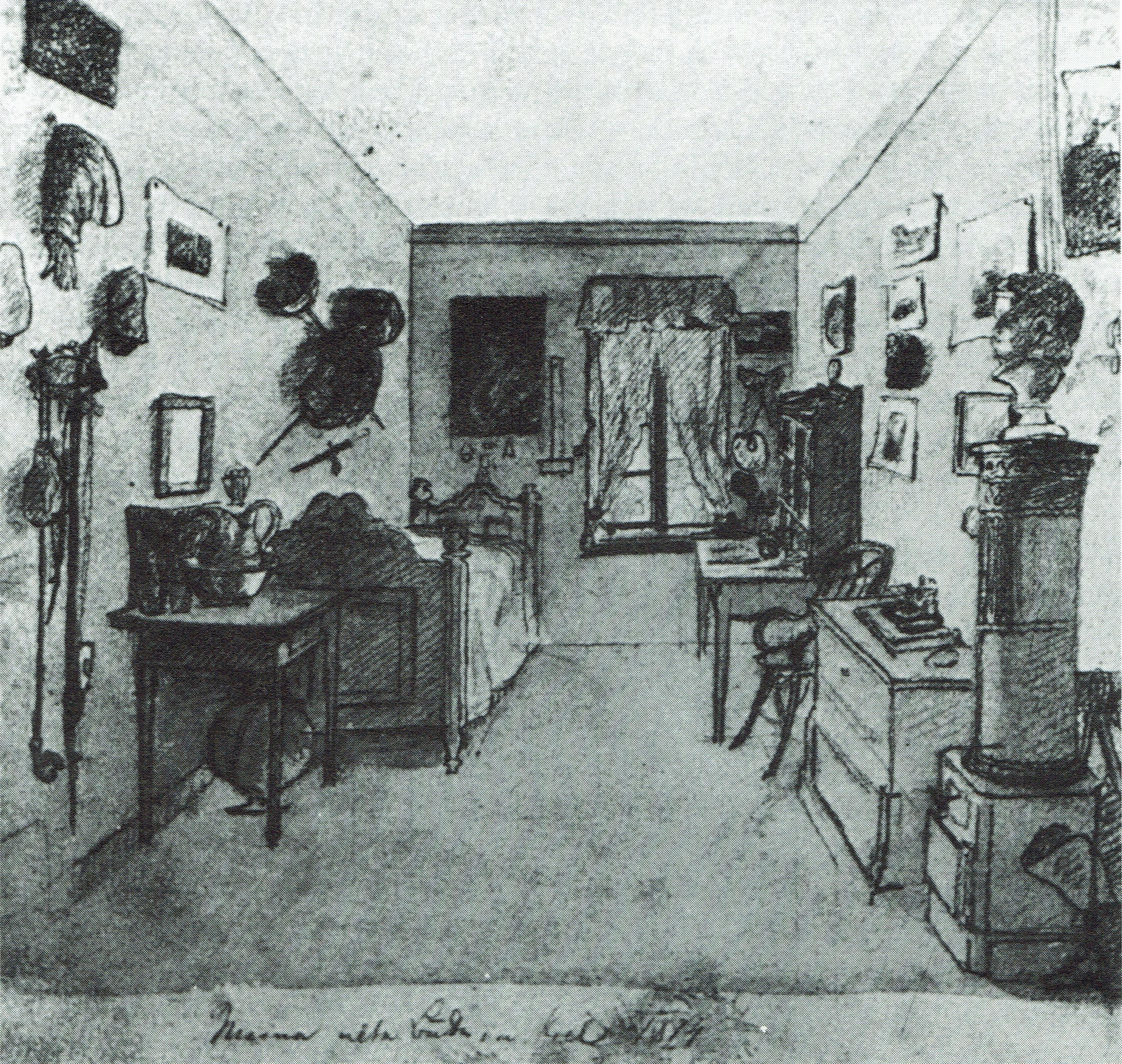
Meine alte Bude in Kiel – Zimmer in dem Olde während seiner Schulzeit wohnte

Hans Olde, eigentlich Johannes Wilhelm Olde, (* 27. April 1855 in Süderau, Holstein; † 25. Oktober 1917 in Kassel) war ein impressionistischer deutscher Maler.

## Leben
Hans Oldes Vater Joachim Wilhelm Olde war Großbauer in Süderau, Hans Olde sein einziger Sohn. Er entschloss sich nach einer Ausbildung zum Landwirt 1879 gegen den Willen des Vaters zu einem Studium bei Ludwig Löfftz an der Münchner Kunstakademie. Er gehörte mit dem befreundeten Bildhauer Adolf Brütt (1855–1939) zu den Gründungsmitgliedern der Münchner Sezession, wo er sich mit Lovis Corinth anfreundete.
In den 1880er und 1890er Jahren bereiste Olde Dänemark, Schleswig und Holstein; hier entstanden zahlreiche realistische Bilder von Menschen und Tieren in teils farbenprächtig ausdrucksstarken, teils sachlich gehaltenen Landschaften, daneben auch Porträts und Genrebilder. Sein Werk wird mit dem des etwas jüngeren finnischen Malers Pekka Halonen verglichen. Olde malte schwungvoll, kontrastreich und machte immer wieder neue Anläufe in Richtung der Moderne. 1889 wurde Olde aufgefordert, ein Bild zur Pariser Weltausstellung einzureichen. Dass er dieser Aufforderung folgte wie Max Liebermann und etwa 40 andere Maler auch, galt als ein Affront gegen die Reichsregierung, die nicht wünschte, dass sich deutsche Künstler an der Ausstellung beteiligten. Nach mehreren Aufenthalten in Paris experimentierte er auch mit dem Pointillismus.
Der Vater soll seinen Frieden mit dem Sohn gemacht haben, als er erfuhr, dass eines der Gemälde Oldes von 1896 mit 8000 Mark den zehnfachen Erlös brachte wie der darauf dargestellte Stier eines Schleswiger Bauern.
Olde gehörte 1894 als geborener Schleswig-Holsteiner gemeinsam mit Adolf Brütt zu den Gründungsmitgliedern der Schleswig-Holsteinischen Kunstgenossenschaft. 1898 gründete er die Berliner Sezession mit. Er führte von 1902 bis 1910 die Weimarer Kunstschule im Zusammenwirken mit Brütt (Weimarer Bildhauerschule) und Henry van de Velde (Kunstgewerbeschule Weimar) in einem der Sezessionsbewegung verbundenen Konzept weiter (Deutscher Künstlerbund) und etablierte sie als Hochschule. Dort erwirkte er die Zulassung von Frauen zum Studium, jedoch ohne anerkannten akademischen Berufsabschluss.

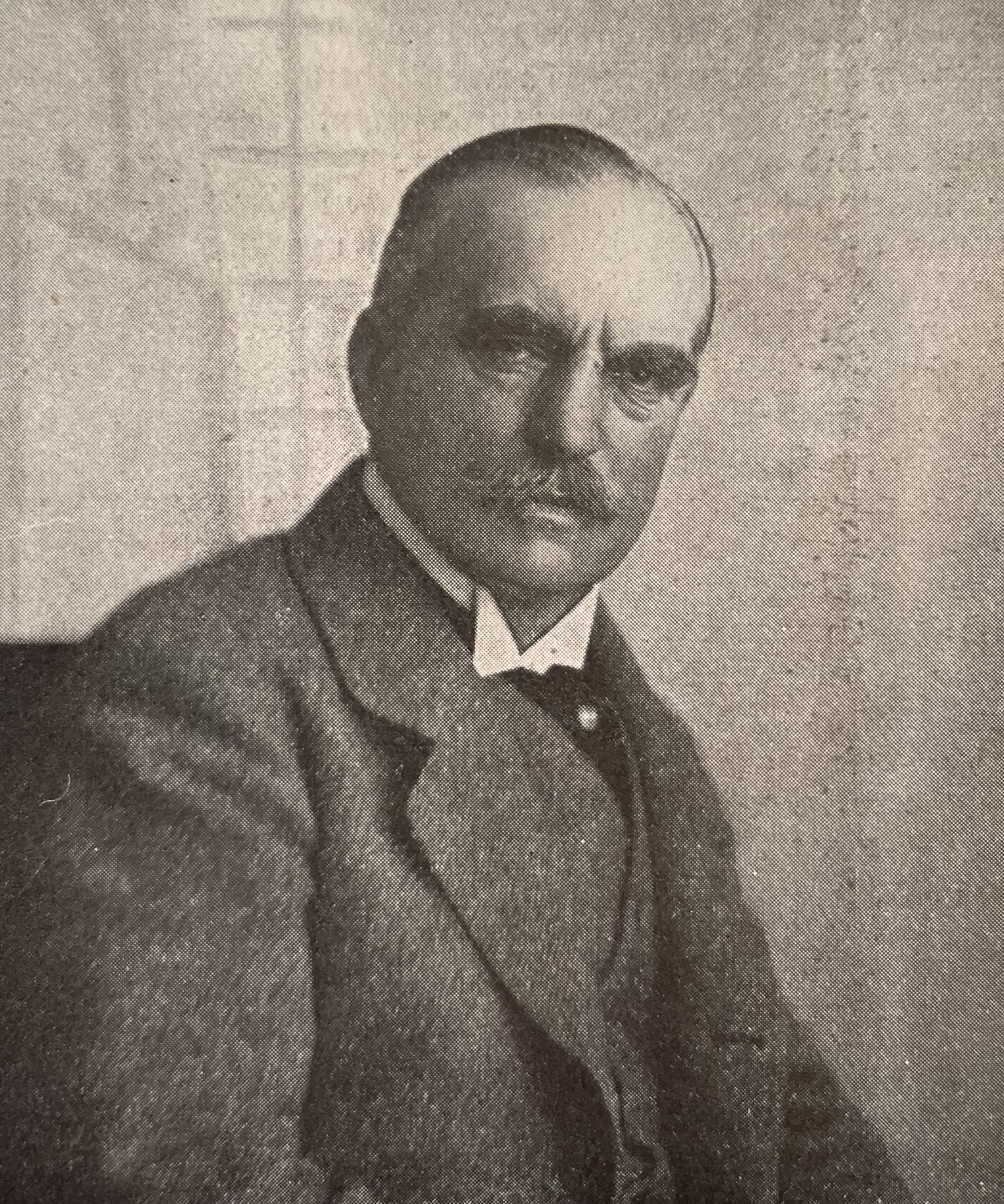
Hans Olde

Olde stand in engem Kontakt mit Alfred Lichtwark in Hamburg, aber auch mit Dichtern wie Klaus Groth und Detlev von Liliencron. Häufig weilte er mit seinen Freunden auf Gut Seekamp. Er war Vorstandsmitglied im Deutschen Künstlerbund. und wurde 1911 zum Direktor der Königlichen Kunstakademie Kassel berufen, deren Modernisierung er bis zu seinem Tode 1917 betrieb. Hier entwickelte er eine pastose, fast expressionistische Malweise, die an die Emil Noldes erinnert.
Olde legte die Grundlagen für die Weiterentwicklung der Hochschulen in Weimar und Kassel zu den heutigen Universitäten.
Er heiratete 1888 die Bremer Fabrikantentochter Margarethe Schellhass, mit der er vier Kinder hatte. Seine letzte Ruhestätte fand er in Dänischenhagen. Sein Sohn Hans Olde der Jüngere wurde ebenfalls Maler.

## Ehrungen
In Kiel-Friedrichsort ist eine Straße nach Hans Olde benannt, ebenso in Dänischenhagen und Blankenfelde-Mahlow.

## Werk
Am 10. März 2019 wurde eine Folge der Sendung Lieb & Teuer des NDR ausgestrahlt, die von Janin Ullmann moderiert und im Schloss Reinbek gedreht wurde. Darin wurde mit der Gemälde-Expertin Ariane Skora ein Ölgemälde aus dem Jahre 1905 von Hans Olde mit dem Titel Waldinneres bei Tonndorf besprochen.

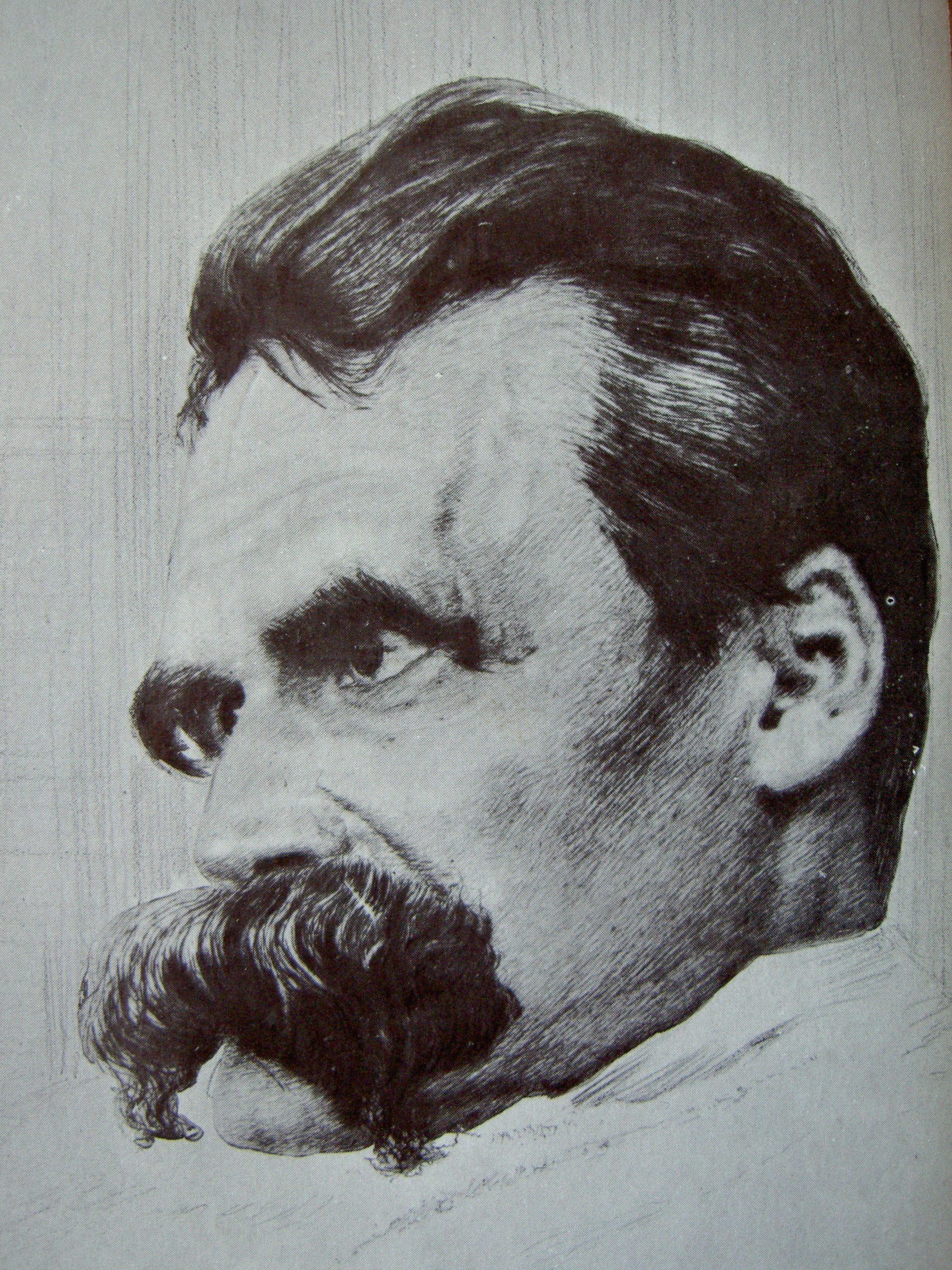
Friedrich Nietzsche, Radierung von Hans Olde, 1899
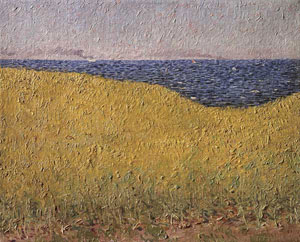
Rapsfeld an der Ostsee, 1895, Museumsberg Flensburg
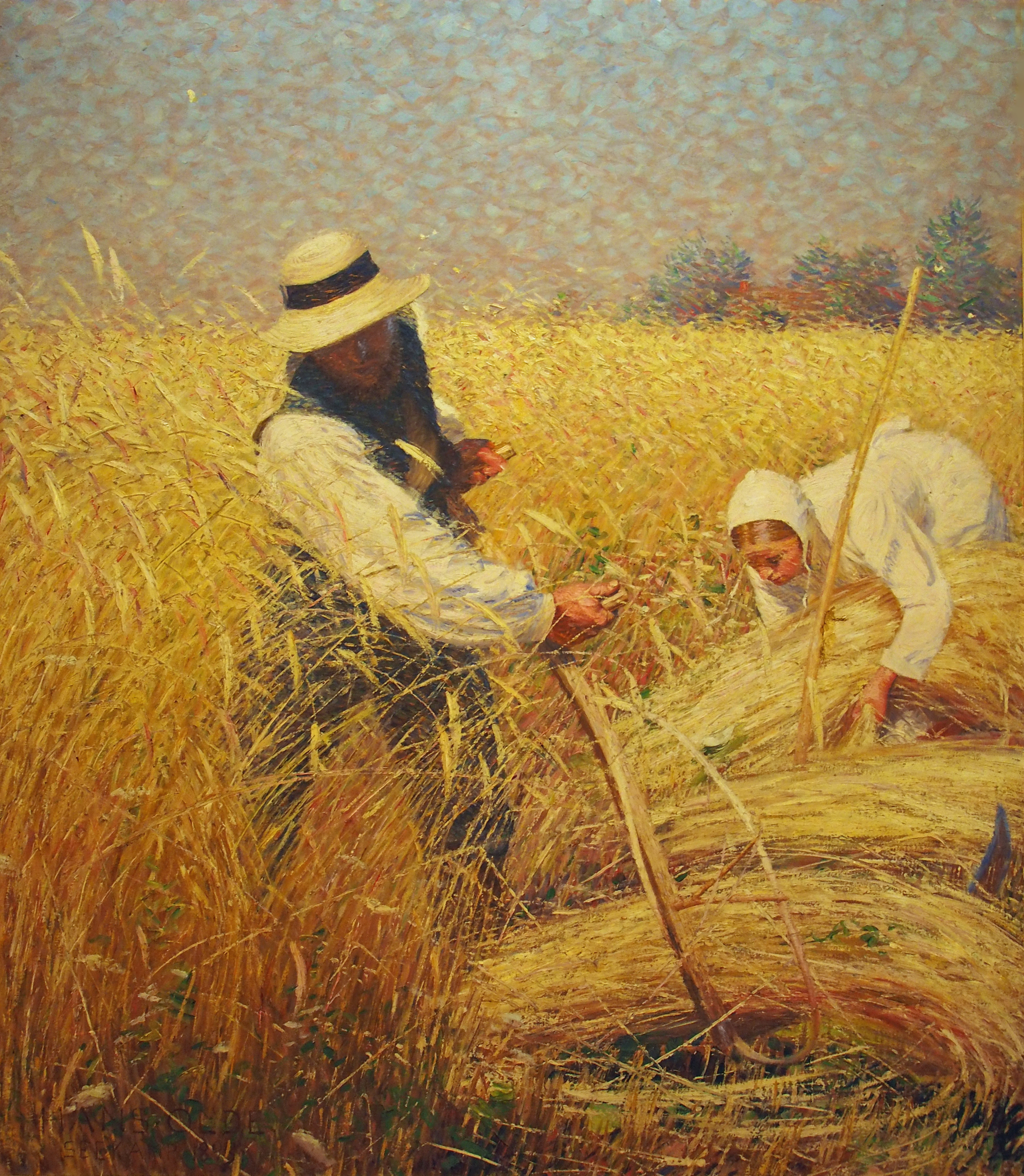
Der Schnitter (1893), Museum im Weimarer Stadtschloss
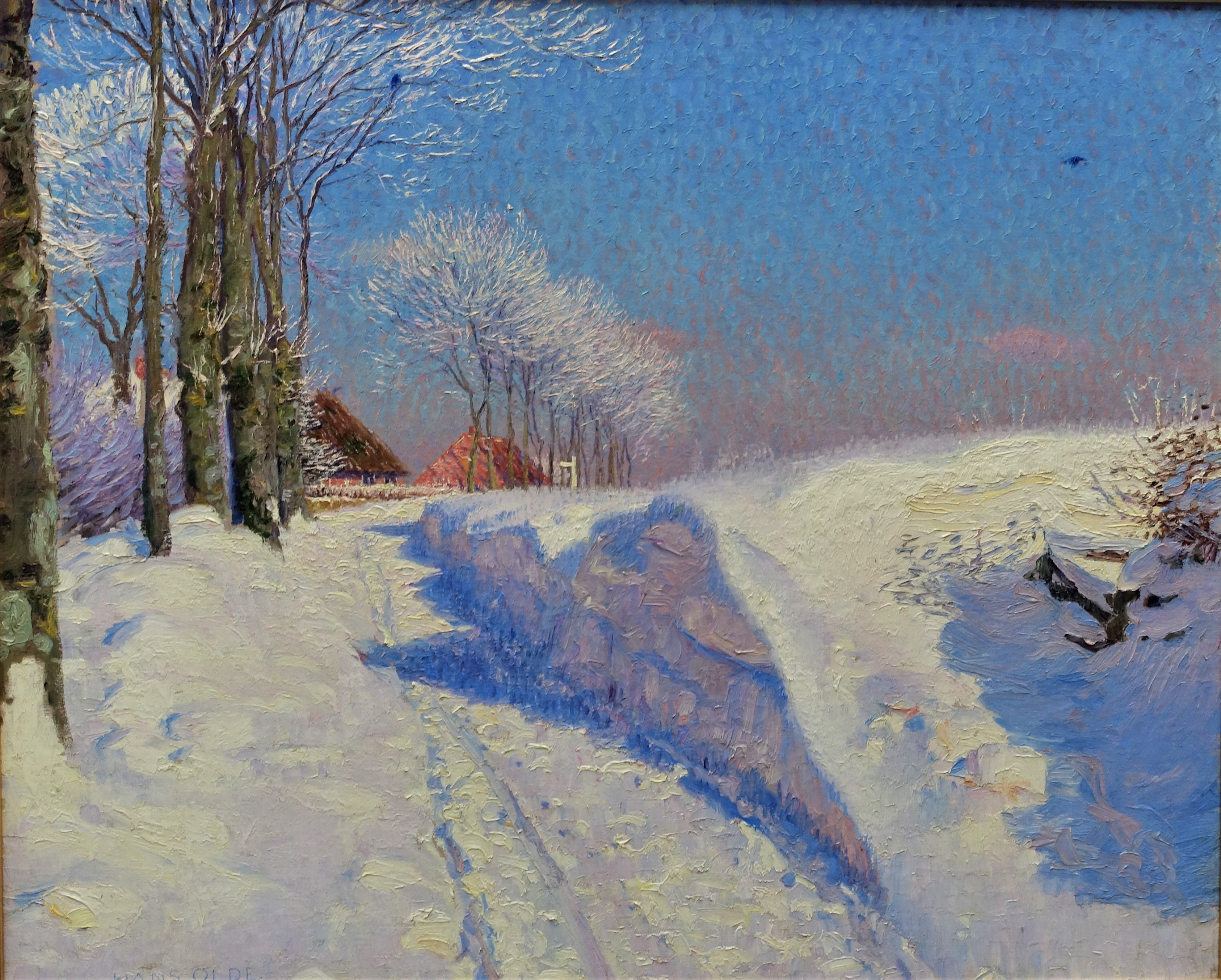
Winter in Seekamp 1898, Museumsberg Flensburg

## Ausstellungen
- 2017: zum 100. Todestag in der Hans-Kock-Stiftung auf Gut Seekamp
- 2019: Impressionist des Nordens: Hans Olde d. Ä., eine umfassende Werkschau im Landesmuseum für Kunst und Kulturgeschichte Schloss Gottorf[9]

## Schüler (Auswahl)
- Heinrich Dersch